# Toyostrå
Toyostrå er en type blød, skinnende strå, der hovedsageligt fremstilles i Japan med rispapir behandlet med shellak. Materialet bruges ofte til stråhatte og fedorahatte.
Hatte vævet af dette materiale er bløde og lette, og de har ofte en brækket hvid eller gylden kobberfarve. Rispapiret er behandlet med shellak og cellofan, eller plastik. Maskinfremstillede toyostråhatte ligger typisk i den lave ende eller i midten af prisspektret.